# Rolf Furuli

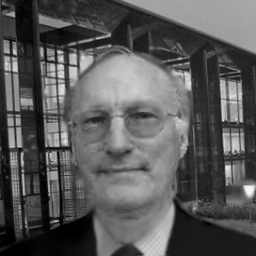
Rolf Furuli

Rolf Johan Furuli (19 december 1942) was docent en lector Semitische talen aan de Universiteit van Oslo. In 1995 rondde hij zijn studie af en werd Magister Artium. Vanaf 1999 was hij assistent-hoogleraar aan dezelfde universiteit, totdat hij in 2011 met pensioen ging. In 2005 promoveerde Furuli op basis van zijn proefschrift, waarin hij een nieuwe interpretatie voorstelde inzake het werkwoordsysteem van het klassiek Hebreeuws. 
Furuli is het bekendst om zijn werken over onderwerpen uit de Bijbel, waarin hij de inzichten van Jehova's getuigen verdedigde. Hij was lid van deze geloofsgemeenschap. Zijn publicaties op dit gebied leidden tot scherpe kritiek. Na een publicatie waarin hij de autoriteit van het Besturend Lichaam van Jehova's getuigen in twijfel trok, werd hij geëxcommuniceerd (door Jehova's getuigen uitgesloten genoemd).

## Werken gerelateerd aan Jehova's getuigen

### 607 v.Chr. versus 587 v.Chr.
In 1984 begon Furuli de Neo-Babylonische chronologie te bestuderen om de religieuze standpunten van Jehova's getuigen te kunnen verdedigen. Zijn verdediging betreft vooral de interpretatie dat Jeruzalem door de Babyloniërs werd vernietigd in 607 v.Chr. in plaats van 587 v.Chr., een opvatting die "onder godsdiensthistorici en archeologen geen enkele bevestiging [vindt]".
Furuli's eerste werk Den nybabyloniske kronologi og Bibelen ("De Neo-Babylonische chronologie en de Bijbel") was grotendeels een reactie op de publicatie in 1983 van het werk The Gentile Times Reconsidered door de Zweed Carl Olof Jonsson. Hierin probeerde Furuli de betrouwbaarheid van de historische bronnen in het werk van Jonsson te ondergraven. In 2006 probeerde Furuli de chronologie van Jehova's getuigen te onderbouwen door bijvoorbeeld te suggereren dat er 12 "onbekende" koningen in de Neo-Babylonische chronologie ingevoegd zouden kunnen worden tussen Nebukadnezar II en Nabonidus. Analyse van de theorie van Furuli leidde tot de conclusie:
Drie van hen waren Assyrisch, niet Babylonisch, een van hen behoorde tot het Eerste rijk van Zeeland (Babylon II). Eén koninklijke naam bleek een bekende foutieve lezing te zijn, drie "koningen" waren nooit koning en vier hebben nooit bestaan.
Lester L. Grabbe, hoogleraar theologie aan de Universiteit van Hull, schreef in  het Journal for the Study of the Old Testament over dit werk van Furuli:
Hier hebben we weer een amateur die probeert wetenschappelijke geschiedenis te herschrijven. ... F[uruli] geeft weinig aanwijzingen dat hij zijn theorieën heeft laten toetsen door specialisten op het gebied van Mesopotamische astronomie of Perzische geschiedenis.

### Bloedtransfusie
In 2001 ontstond een polemiek in het British Medical Journal tussen Furuli en dr. Osamu Muramoto, een neuroloog. Muramoto had enkele artikelen geschreven over ethische aspecten inzake de weigering van bloedtransfusie door Jehova's getuigen, die werden gepubliceerd in het British Medical Journal. Furuli's reactie per brief werd gepubliceerd en leidde tot een polemiek tussen Furuli en Muramoto.

### Nieuwe-Wereldvertaling
Robert M. Bowman Jr. wees in zijn recensie van Furuli's boek The role of theology and bias in Bible translation: With a special look at the New World Translation of Jehovah’s Witnesses ("De rol van theologie en vooroordeel bij de vertaling van de Bijbel: met vooral aandacht voor de Nieuwe-Wereldvertaling van Jehova's getuigen") op het feit dat Furuli nergens in zijn boek meldde dat hij zelf een Jehova's getuige is. Ook illustreerde Bowman in zijn recensie de inconsistentie van de methodologie die Furuli toepaste in zijn werk. Zo stelde Furuli aan de ene kant dat een letterlijke, woord voor woord vertaling van de Bijbel de lezers in staat stelt om zelf een interpretatie te kiezen. Hij noemde daar allerlei "onschuldige" voorbeelden van. Maar hij noemde echter niet, laat staan dat hij verklaarde, waar de Nieuwe-Wereldvertaling afwijkt van een letterlijke vertaling en - zonder enige verklaring - zeer omstreden termen gebruikt. In 2012 vermeldde dr. Mark House dat al eens was voorgesteld Furuli's boek te hernoemen tot "De Nieuwe-Wereldvertaling verdedigd" en schreef:
Dit soort beoordelingen wordt veroorzaakt door het volstrekt ontbreken van enige vorm van kritiek op de Nieuwe-Wereldvertaling ... hetgeen bij mij de verdenking oproept dat deze vertaling voor hem heilig is.

### Jehova's getuigen en het Besturend Lichaam
In 2020 publiceerde Furuli een boek getiteld My Beloved Religion — and the Governing Body ("Mijn geliefde religie - en het Besturend Lichaam") waarin hij bevestigde dat hij ervan overtuigd is dat de belangrijkste doctrines van Jehova's getuigen juist zijn, maar hij de autoriteit van het Besturend Lichaam betwist. Vanwege deze kritiek werd hij geëxcommuniceerd.

## Proefschrift
In 2005 verdedigde Furuli zijn proefschrift, waarin hij een nieuwe interpretatie voorstelde inzake het werkwoordsysteem van het klassiek Hebreeuws. Professor Elisabeth R. Hayes (Wolfson College, Oxford) schreef in een redactioneel artikel over dit proefschrift:
Hoewel ik niet alle conclusies van Furuli inzake de betekenis van wayyiqtol als een imperfectief deel, draagt zijn goed beargumenteerde thesis bij aan een betere methodologie inzake wetenschappelijk inzicht in het Hebreeuws.

## Werken
- Imperfect consecutive and the Verbal system of Biblical Hebrew, 1995 (proefschrift, Universiteit van Oslo)
- The Problem of Induction and the Hebrew verb, 1997, in Elie Wardini (ed.) Built on solid Rock ISBN 82-7099-283-6
- The Role of Theology and Bias in Bible Translation with a special look at the New World Translation of Jehovah's Witnesses 1999, 2011 ISBN 978-82-92978-02-3
- Assyrian, Babylonian, Egyptian, and Persian Chronology Compared with the Chronology of the Bible
  - Volume 1: Persian Chronology and the Length of the Babylonian Exile of the Jews, 2003, 2008, 2012 ISBN 978-82-92978-03-0
  - Volume 2: Assyrian, Babylonian and Egyptian Chronology, 2006, 2007, 2012 ISBN 978-82-92978-04-7
- My Beloved Religion — and the Governing Body, 2020 ISBN 978-82-92978-12-2